# Buskhuggormar
Buskhuggormar (Atheris) är ett släkte av giftiga huggormar som förekommer i tropiska regioner i Afrika söder om Sahara. Som ett exempel på konvergent evolution finns många likheter med trädlevande näsgropsormar (Crotalinae) som lever i Asien och Sydamerika.
Arterna i släktet är jämförelsevis små, längden ligger mellan 40 cm (A. katangensis) och maximalt 78 cm (A. squamigera). Alla arter har ett stort trekantigt huvud som skiljer sig tydligt från halsen. Ögonen är jämförelsevis stora och har elliptiska pupiller.
För några arter finns bara isolerade populationer som har överlevt i gammal regnskog. Detta tyder på att de tidigare förekom i mycket större områden.
Buskhuggormar lever mest långt från människans boplatser. Några arter är hotade på grund av förstörelsen av deras levnadsområde.
Dessa ormar livnär sig av olika smådjur som groddjur, ödlor, gnagare, fåglar och även andra ormar. Några arter ska vara specialiserade på grodor men de flesta är opportunistiska köttätare.
Buskhuggormarnas gift skadar de röda blodkropparna hos bytesdjuren.

## Arter
The Reptile Database listar följande arter:
- A. acuminata
- A. anisolepis, centrala Afrika.
- A. barbouri
- A. broadleyi
- A. ceratophora, Tanzania.
- A. chlorechis, västra Afrika.
- A. desaixi, Kenya.
- A. hirsuta
- A. hispida, centrala Afrika.
- A. katangensis, Kongo-Kinshasa.
- A. mabuensis
- A. matildae
- A. nitschei, centrala Afrika.
- A. rungweensis
- A. squamigera, västra och centrala Afrika.
- A. subocularis